# Jankomir
Jankomir är en ort i Kroatien.   Den ligger i länet Zagreb, i den centrala delen av landet, 7 km väster om huvudstaden Zagreb. Jankomir ligger 121 meter över havet och antalet invånare är 5 000. Den ligger vid sjön Jezero Jarun.
Terrängen runt Jankomir är platt söderut, men norrut är den kuperad. Terrängen runt Jankomir sluttar söderut. Runt Jankomir är det ganska glesbefolkat, med 24 invånare per kvadratkilometer. Närmaste större samhälle är Zagreb - Centar, 6,5 km öster om Jankomir. Runt Jankomir är det i huvudsak tätbebyggt.